# Miguel de la Madrid

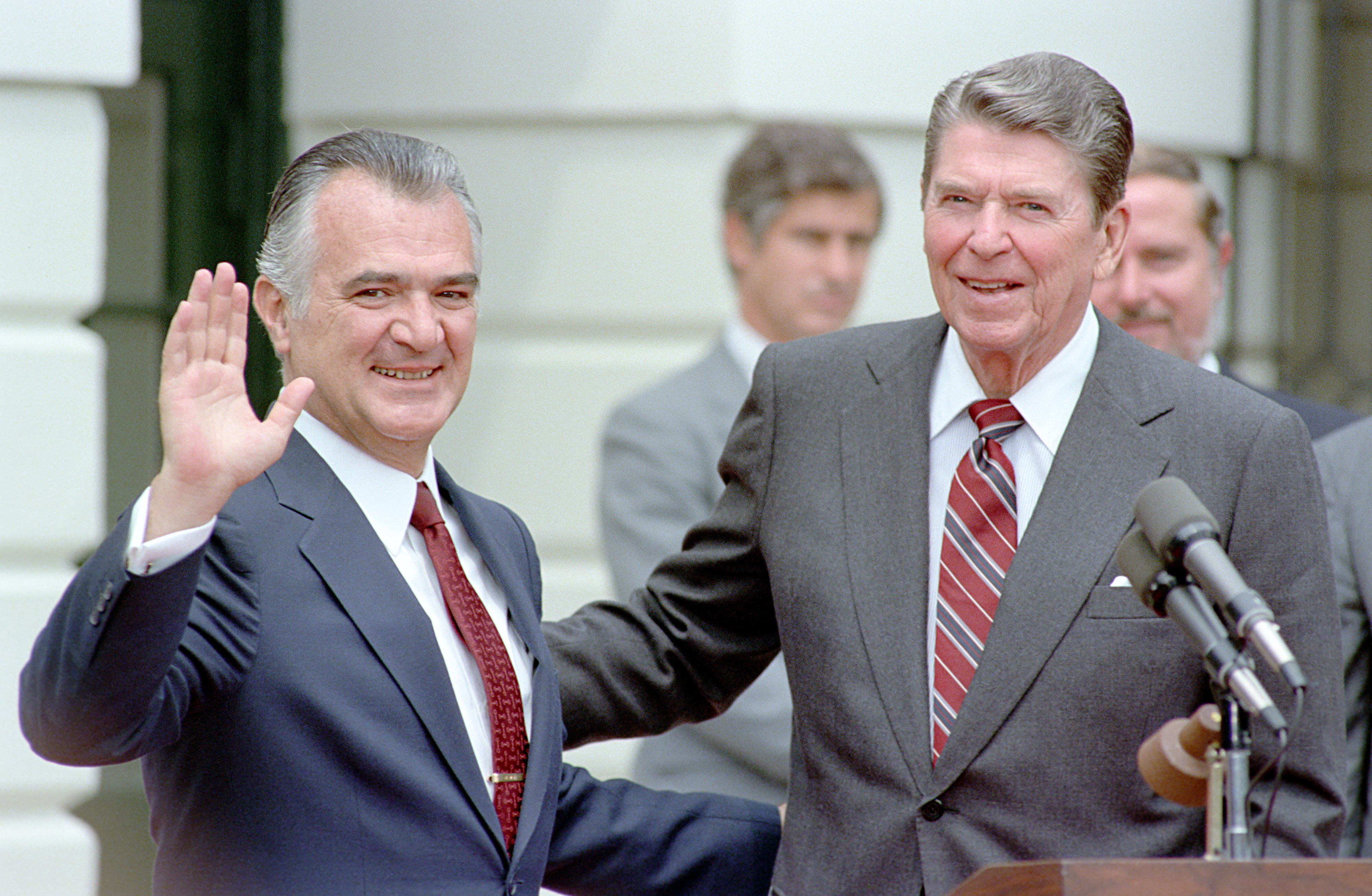
Miguel De La Madrid Hurtado avec Ronald Reagan le 13 août 1986.

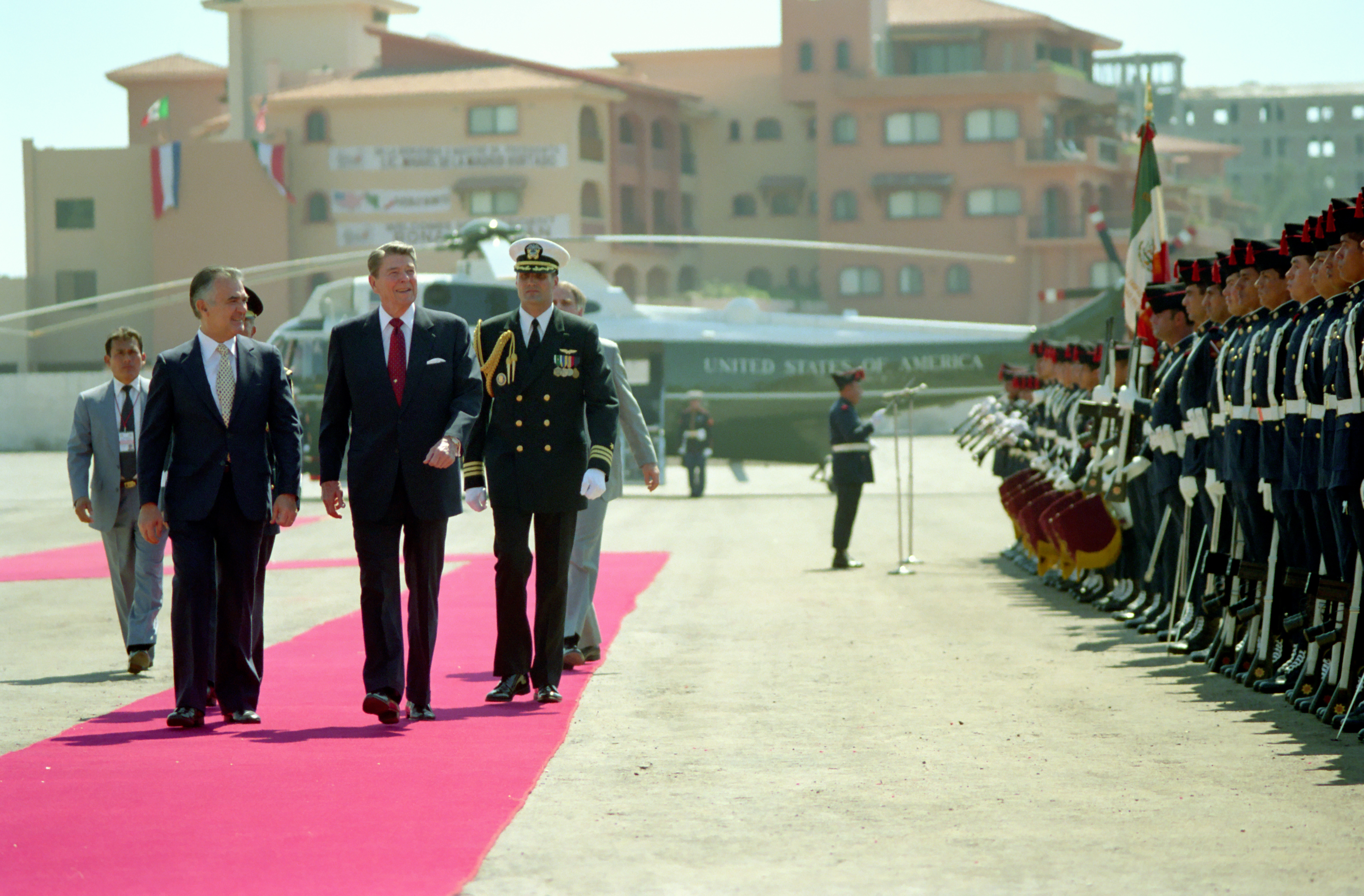
Miguel de la Madrid avec Ronald Reagan, président des États-Unis.

Miguel de la Madrid Hurtado, né le 12 décembre 1934 à Colima et mort le 1er avril 2012 à Mexico, est un homme d'État mexicain, président de la République de 1982 à 1988. Durant sa présidence, le Mexique connaît une crise économique, un grand tremblement de terre et la Coupe du monde de football 1986.

## Biographie
Il étudie le droit à l'UNAM (Universidad Nacional Autónoma de México), puis travaille pour la Banque du Mexique (la banque centrale du pays) et enseigne le droit. Entre 1970 et 1972, il travaille pour la Pemex, la compagnie nationale de pétrole. José López Portillo le désigne en 1976 comme ministre du Budget et de la Planification.
À l'élection présidentielle du 4 juillet 1982, il remporte 74,3 % des voix et devient président le 1er décembre suivant. Il impulse une orientation néolibérale qui affecte spécialement les paysans : les subventions au secteur agricole sont réduites (les aides à la production du café sont quant à elles supprimées), la libéralisation du commerce provoque une hausse des importations qui coule la production locale et la suppression d’importants combinats agricoles font perdre beaucoup d’emplois ruraux.
Le 19 septembre 1985, lors du tremblement de terre de Mexico, son gouvernement empêtré dans des affaires de corruption est accusé d'incompétence et il refuse l'aide internationale. Le ressentiment de la population à son égard apparaît lors de l'inauguration du mondial 1986,,,. Durant sa présidence, son parti, le PRI, rompt avec sa tradition nationaliste révolutionnaire pour adopter le libéralisme économique. Son mandat s'achève le 30 novembre 1988 et Carlos Salinas de Gortari lui succède. 